# Monopeltis rhodesiana
Monopeltis rhodesiana är en ödleart som beskrevs av  Donald G. Broadley GANS och VISSER 1976. Monopeltis rhodesiana ingår i släktet Monopeltis och familjen Amphisbaenidae. Inga underarter finns listade i Catalogue of Life.